# Esperanza del corazón
Esperanza del corazón é uma telenovela produzida por Luis de Llano Macedo para Televisa e exibida pelo Canal de las Estrellas entre 18 de julho de 2011 e 3 de fevereiro de 2012, em 145 capítulos, substituindo Rafaela e sendo substituída por Un refugio para el amor.  
É um remake unificado das telenovelas Agujetas de color de rosa e Confidente de secundaria produzidas respectivamente em 1994 e 1996. 
É protagonizada por Bianca Marroquín, Agustín Arana e Patricio Borghetti; antagonizada por Lucía Méndez, Lisardo Guarinos e Carmen Aub e com atuação estelar de Marisol del Olmo.

## Sinopse
Esperanza del corazón é a história de Ángela, que com a ajuda de sua filha Lisa, luta para seguir adiante nos contratempos que a vida planeja.
Devido a morte de Franco, seu marido, Ángela sofre os mal tratos de Lucrecia, sua sogra, que tira toda a proteção e o apoio, até expulsá-la de sua casa.
Ángela, como uma heroína, jamais deixará de ser positiva e entusiasta, diante da adversidade responderá com dignidade e com grande espírito.
Esperanza del corazón é uma história cheia de ritmo, na que distintas pessoas vão interferindo na luta pela felicidade de Ángela.

## Elenco
- Lucía Méndez - Lucrecia Dávila vda. de Duprís
- Fernando Allende - Orlando Duarte
- Bianca Marroquín - Ángela Landa de Duprís
- Agustín Arana - Franco Duprís Dávila
- Patricio Borghetti - Mariano Duarte
- Marisol del Olmo - Lorenza Duprís Dávilla de Cabral
- Lisardo como Aldo Cabral ''
- Thelma Madrigal - Lisa Duprís Landa / Mónica
- Mane de la Parra - Alexis Duarte Moreno
- Tania Vázquez - Camila Moreno
- Yessica Salazar - Regina Ferreira
- Carmen Aub - Krista Cabral Duprís
- Alejandra Ávalos - Gladys Guzmán
- Ilithya Manzanilla - Cassandra
- Manola Diez - Paulina
- Juan Carlos Barreto - Silvestre Figueroa
- Julissa - Greta Lascuraín Rivadeneyra
- Emmanuel Orenday - Brandon Antonio Figueroa Guzmán
- Mariana Botas - Britanny "Britney" Figueroa Guzmán
- Samadhi Zendejas - Abril Figueroa Guzmán / Abril Figueroa Duprís
- Alejandro Speitzer - Diego Duprís Landa
- Sofía Castro - Eglantina
- Marco de Paula - Leonardo
- Gabriela Zamora - Rubí
- Lilia Aragón - "La Tocha"
- Karyme Hernández - Alma "Almita" Duprís Landa
- Gloria Aura - Thalía
- Fernanda Arozqueta - Alejandra
- Laureano Brizuela - Laureano
- Carlos Speitzer - Salvador Sánchez "Picochulo"
- Jesús Zavala - Hugo Martínez "Wampi"
- Bárbara Torres - Bobbie
- Rodrigo Llamas - "Muñe"
- Sandra Saldarriaga - Silvana
- Palmira Loché - Macarena
- Juan Carlos Colombo - Orvañanos
- Santiago Torres Jaime - Billy Duarte Moreno
- Sussan Taunton - Mãe de Eglantina

## Audiência
Estreou com 15.4 pontos. Sua menor audiência é de 10 pontos, alcançada em 16 de setembro de 2011. Bateu recorde de audiência no último capítulo, alcançando 15.6 pontos. Terminou com uma média geral de 12.2 pontos.

## Prêmios e indicações

### Prêmios TVyNovelas 2012
| Categoria                    | Indicado(a)        | Resultado |
| ---------------------------- | ------------------ | --------- |
| Melhor atriz principal       | Lucía Méndez       | Indicado  |
| Melhor ator antagônico       | Lisardo            | Indicado  |
| Melhor ator principal        | Fernando Allende   | Indicado  |
| Melhor atriz co-protagonista | Marisol del Olmo   | Venceu    |
| Melhor atriz juvenil         | Thelma Madrigal    | Indicado  |
| Melhor ator juvenil          | Alejandro Speitzer | Indicado  |
| Revelação feminina           | Carmen Aub         | Indicado  |
| Revelação masculina          | Mane de la Parra   | Indicado  |